# Post mortem (serie de televisión argentina)
Post mortem es una serie de televisión dramática y policial argentina original de Flow, que se estrenó el 8 de octubre de 2020. La ficción cuenta la historia de un matrimonio de periodistas que comienzan a investigar casos policiales. Está protagonizada por Julieta Zylberberg, Esteban Pérez, Alejandro Awada, Diego Velázquez, Rafael Spregelburd, Claudio Tolcachir, Belén Chavanne, Darío Barassi y Eugenia Alonso.

## Sinopsis
La serie sigue la historia de Florencia Rodra (Julieta Zylberberg) y Guillermo O'Reilly (Esteban Pérez), una pareja que trabaja de periodistas y son convocados por su jefe David Castro (Alejandro Awada) para redactar noticias policiales. Es así, que el matrimonio conoce a Gregorio Trieste (Diego Velázquez), el perito forense que los va a llevar a revisar los crímenes más espantosos y violentos. Florencia al ponerse en contacto con estos casos, comenzará a sentir que su pasado la perturba y descubrirá un hecho traumático de su vida que había borrado de su memoria.

## Elenco

### Principal
- Julieta Zylberberg como Florencia Rodra
- Esteban Pérez como Guillermo O'Reilly
- Alejandro Awada como David Castro
- Diego Velázquez como Gregorio Trieste
- Rafael Spregelburd como Gerardo Trueba
- Claudio Tolcachir como Teodoro Gambi
- Belén Chavanne como Rita Covini
- Darío Barassi como Teo Levin
- Eugenia Alonso como Candelaria Suárez

### Secundario
- Jorge Marrale como Rodrigo Abascal
- Juan Gil Navarro como Vicente Calvo
- Alexia Moyano como Sandra
- Esther Ducasse como Ethel

### Participaciones
- Carolina Kopelioff como Florencia Rodra (joven)
- Brian Sichel como Teodoro Gambi (joven)
- Milagros Viado como Rita Covini (joven)
- Azul Lemmi como Eva
- Martín Banegas como Agresor

## Episodios
| N.º | Título                  | Dirigido por  | Escrito por                        | Fecha de lanzamiento original |
| --- | ----------------------- | ------------- | ---------------------------------- | ----------------------------- |
| 1   | «El hombre de la bolsa» | Diego Palacio | Lucas Molteni & Luciana Porchietto | 8 de octubre de 2020          |
| 2   | «Doble de cuerpo»       | Diego Palacio | Lucas Molteni & Luciana Porchietto | 8 de octubre de 2020          |
| 3   | «Un cuento de hadas»    | Diego Palacio | Lucas Molteni & Luciana Porchietto | 8 de octubre de 2020          |
| 4   | «Dulce Navidad»         | Diego Palacio | Lucas Molteni & Luciana Porchietto | 8 de octubre de 2020          |
| 5   | «La duda»               | Diego Palacio | Lucas Molteni & Luciana Porchietto | 8 de octubre de 2020          |
| 6   | «Círculo de silencio»   | Diego Palacio | Lucas Molteni & Luciana Porchietto | 8 de octubre de 2020          |
| 7   | «47»                    | Diego Palacio | Lucas Molteni & Luciana Porchietto | 8 de octubre de 2020          |
| 8   | «Mentes asesinas»       | Diego Palacio | Lucas Molteni & Luciana Porchietto | 8 de octubre de 2020          |

## Recepción

### Comentarios de la crítica
La serie en general recibió críticas medinamente positivas. Sami Schuster del portal Cinéfilo Serial dijo que el guion de la serie: «está tan bien elaborado que no se siente una historia apurada o con una resolución rápida y sencilla, sino que presenta un ritmo dinámico, con elementos de tensión y misterio que atrapan cada vez más al espectador». Además resaltó que la dupla protagónica «tienen una buena química y dinámica entre sí. El vínculo que van forjando se siente genuino y creíble, como también las distintas reacciones que tiene cada uno frente a una situación determinada». Por su parte, Gaspar Zimerman de Clarín dijo sobre el primer episodio que tiene «una narración apurada, plagada de lugares comunes y superficial a la hora de presentar a sus criaturas». Inclisive agregó que «todo es artificial, poco creíble, frío. También, aséptico e impersonal: ésta es una de esas ficciones globalizadas que están hechas para funcionar en cualquier lugar del mundo, desdibujando cualquier referencia local».

### Premios y nominaciones
| Lista de premios y nominaciones | Lista de premios y nominaciones | Lista de premios y nominaciones                    | Lista de premios y nominaciones | Lista de premios y nominaciones | Lista de premios y nominaciones |
| Año                             | Organización                    | Categoría                                          | Nominado/a(s)                   | Resultado                       | Ref(s)                          |
| ------------------------------- | ------------------------------- | -------------------------------------------------- | ------------------------------- | ------------------------------- | ------------------------------- |
| 2021                            | Premios Cóndor de Plata         | Mejor Actor                                        | Alejandro Awada                 | Nominado                        | [ 5 ]                           |
| 2021                            | Premios Cóndor de Plata         | Mejor Actor                                        | Diego Velázquez                 | Nominado                        | [ 5 ]                           |
| 2021                            | Produ Awards                    | Mejor Serie de Acción, Policial, Terror o Thriller | Post mortem                     | Nominado                        | [ 6 ] [ 7 ]                     |
| 2021                            | Produ Awards                    | Mejor Director de Fotografía                       | Fernando Diego Acatto           | Nominado                        | [ 6 ] [ 7 ]                     |
| 2021                            | Produ Awards                    | Mejor Actriz Principal - Serie y Miniserie         | Julieta Zylberberg              | Ganadora                        | [ 6 ] [ 7 ]                     |

## Spin-off
El 6 de noviembre de 2020, Flow decidió estrenar una miniserie derivada de 8 episodios titulada Crónicas Post Mortem, donde el periodista argentino especializado en policiales Mauro Szeta se encarga de analizar y conocer en profundidad los casos verídicos que inspiraron las historias de cada uno de los episodio de Post Mortem.

### Episodios
| N.º | Título                         | Fecha de lanzamiento original |
| --- | ------------------------------ | ----------------------------- |
| 1   | «Los secretos del ADN»         | 6 de noviembre de 2020        |
| 2   | «Femicidios, la otra pandemia» | 6 de noviembre de 2020        |
| 3   | «Seducción y ciberdelito»      | 6 de noviembre de 2020        |
| 4   | «Emociones incontrolables»     | 6 de noviembre de 2020        |
| 5   | «Criminales al volante»        | 6 de noviembre de 2020        |
| 6   | «Placeres que matan»           | 6 de noviembre de 2020        |
| 7   | «Fingir la muerte»             | 6 de noviembre de 2020        |
| 8   | «¿Existe el crimen perfecto?»  | 6 de noviembre de 2020        |